# Karana jutka
Karana jutka là một loài bướm đêm trong họ Noctuidae.